# Wolfgang Därr

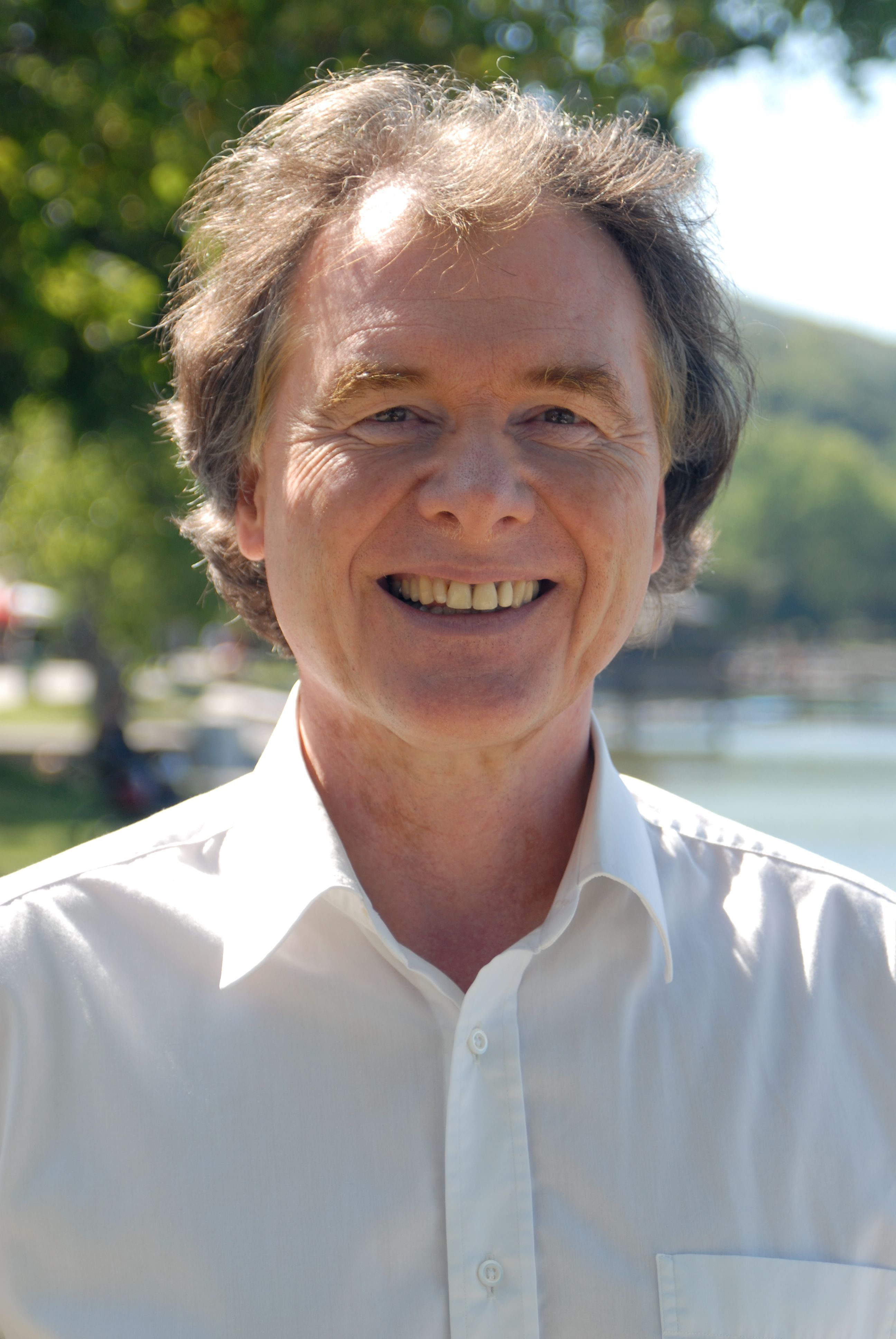
Wolfgang Därr, 2018

Wolfgang Därr (* 1948 in Bamberg) ist ein deutscher Autor und Reiseveranstalter, der zahlreiche Reiseführer und Ratgeber für Individualreisende geschrieben hat. Bekannt sind vor allem seine Reiseführer über Inselstaaten des Indischen Ozeans. Ende der 1970er Jahre baute er mit seinem Bruder Klaus Därr den Münchner Reise-, Globetrotter- und Expeditionsausrüster Därr Expeditionsservice GmbH auf.

## Leben
Wolfgang Därr wurde 1948 in Bamberg geboren und wuchs in München auf. Er ging von 1958 bis 1968 auf das Maria Theresia Gymnasium in München-Giesing und studierte von 1969 bis 1974 Rechtswissenschaften in München und Lausanne. Nach dem ersten Staatsexamen leistete er für zwei Jahre Zivilen Ersatzdienst beim Deutschen Paritätischen Wohlfahrtsverband in München. Anschließend bereitete er sich an der Universität und bei der Regierung von Oberbayern auf das zweite Juristische Staatsexamen vor, das er 1978 ablegte.
Bis Mitte der 1990er Jahre arbeitete Därr als Syndikus bei der Transit Film in München und der Friedrich-Wilhelm-Murnau-Stiftung in Wiesbaden und spezialisierte sich mit seiner Anwaltstätigkeit auf das Film-Urheberrecht. Im Februar 2016 endete Därrs Zulassung als Rechtsanwalt.
Ende der 1980er Jahre wurde er von der Regierung der Seychellen zum Honorarkonsul der Republik Seychellen ernannt und übte diese Tätigkeit bis 15. April 2016 in Herrsching am Ammersee aus.

## Tätigkeiten im Tourismus

### Fachhandel für Reiseausrüstung
Nach Abschluss des Jurastudiums half Därr seiner Schwägerin Erika Därr und seinem Bruder Klaus, das 1976 eröffnete Ladengeschäft Därr Expeditionsservice aufzubauen, einen Anbieter für Globetrotter- und Expeditionsausrüstung. Die Angebotspalette des Heimstettener Unternehmens, das Verkaufsräume in der Münchner Innenstadt hatte, bot umfangreiches Reiseequipment. Nach der Übernahme durch den seit 1978 bestehenden Münchner Expeditionsausrüster Lauche & Maas im Jahr 1998 blieb Därr Expeditionsservice als Marke der Lauche & Maas München GmbH erhalten und wurde organisatorisch als Zweigniederlassung geführt, bis Lauche & Maas Anfang 2019 den Geschäftsbetrieb komplett einstellte.

### Tätigkeit als Reiseautor und Verleger
Därr schrieb in den frühen 1980er Jahren in Zeitschriften über eigene Reisen und Reiseführer über tropische Inseln. Später verfasste er als Autor im Auftrag des DuMont Buchverlags mehrere Reiseführer zu Inseln im Indischen Ozean, die auch in andere Sprachen übersetzt wurden.

### Reiseveranstalter
1985 gründete Därr mit seiner auf den Seychellen geborenen Frau Maisie den Reiseveranstalter Trauminsel Reisen, Maisie und Wolfgang Därr GmbH. Schwerpunkt des Reiseangebots ist der Indische Ozean, das um die Malediven, Sri Lanka, die Urlaubsinseln Thailands und Indonesiens sowie Safaris im Südlichen Afrika erweitert wurde.

## Publikationen (Auswahl)

### Reiseführer Indischer Ozean
- 2015: Därr, Wolfgang: Mauritius. 3., aktualisierte Auflage, Ostfildern, Dumont Reiseverlag, ISBN 978-3-7701-7783-7
- 2015: Därr, Wolfgang; Heimer, Klaus: Reise Know-How Madagaskar – Reiseführer für individuelles Entdecken. 8. Auflage, Bielefeld, Reise know-How Verlag Peter Rump, ISBN 978-3-8317-2513-7
- 2015: Därr, Wolfgang: Malediven. 3., vollständig überarbeitete Auflage, Ostfildern, DuMont Reiseverlag, ISBN 978-3-7701-7453-9
- 2018: Därr, Wolfgang: Seychellen. 4., aktualisierte und erweiterte Auflage, Ostfildern, Dumont Reiseverlag, ISBN 978-3-7701-7857-5